# Capsigrany cua-roig
El capsigrany cua-roig (Lanius phoenicuroides) és un ocell de la família dels lànids (Laniidae).

## Hàbitat i distribució
Habita els boscos clars, matolls, sabana, desert i terres de conreu. Cria a l'Iran, Afganistan, Paquistan, Turkmenistan i Kazakhstan. En hivern es desplaça cap al sud, fins Asia occidental i nord-est d'Àfrica.

## Taxonomia
Considerat antany una subespècie del capsigrany pàl·lid (Lanius isabellinus), modernament ha estat considerat una espècie de ple dret.